# 高雄醫學大學附設中和紀念醫院
高雄醫學大學附設中和紀念醫院，簡稱高醫附醫，位於高雄市三民區，於1957年創立，與高雄榮民總醫院及高雄長庚紀念醫院為高雄市三所被評鑑為醫學中心的醫院，創辦人為臺灣本土第一位醫學博士杜聰明。
高雄醫學大學附設中和紀念醫院前身為高雄醫學院附設醫院，後來因為當時擔任高雄醫學大學董事長的高雄市市長陳啟川為了紀念其父親陳中和而改為現今的名稱。
2016年，高雄醫學大學校務會議決議，將更名為高雄醫學大學附設醫院，去陳家化，待中華民國教育部審核；啟川大樓，經由校友、醫院員工、教職員工及學生投票下，更名為自由大樓。

## 醫療體系
委託經營：
- 高雄市立小港醫院（委託財團法人私立高雄醫學大學經營）（地址：高雄市小港區山明路482號），從高雄捷運紅線小港站4號出口轉乘紅1、紅2或紅3公車。
- 高雄市立大同醫院（委託財團法人私立高雄醫學大學經營）（地址：高雄市前金區中華三路68號），在高雄捷運橘線市議會站3號出口步行約10分鐘或者是高雄捷運紅線、高雄捷運橘線美麗島站2號出口步行約10分鐘或者是高雄捷運紅線中央公園站1號出口步行約10分鐘或者是從高雄捷運紅線、高雄捷運橘線美麗島站2號出口轉乘接駁車。
- 高雄市立旗津醫院（委託財團法人私立高雄醫學大學經營）

（地址：高雄市旗津區旗港路33號）
高醫附醫系統
- 高雄醫學大學附設高醫岡山醫院，在高雄捷運紅線岡山高醫站1號出口旁。

## 外部連結
- 官方网站